# Лобойко Олексій Якович
Олексі́й Я́кович Лобо́йко — український науковець, хімік-технолог. Доктор технічних наук. Професор.
Працює в Харківському політехнічному інституті. У 1981—1985 роках — декан факультету технології неорганічних речовин. Від 1986 року — завідувач кафедри хімічної технології неорганічних речовин, каталізу та екології (змінив на цій посаді довголітнього керівника кафедри Василя Атрощенка).
Основні напрямки наукової діяльності:
- дослідження і розробка каталітичних і масообмінних процесів, зокрема каталізаторів, сорбентів, для створення екологічно чистих і ресурсозберігаючих хімічних технологій неорганічних виробництв;
- кінетика і каталіз у процесах зв'язування азоту (конверсії метану, оксиду вуглецю, окиснення аміаку до оксидів азоту у викидних газах);
- зменшення витрат платинових каталізаторів.

Дійсний член Академії наук вищої школи України (відділення хімії та хімічної технології).
2001 року став лауреатом нагороди Ярослава Мудрого Академії наук вищої школи України за монографію «Каталітичні та масообмінні процеси під тиском у технології неорганічних речовин».
Лауреат Державної премії України в галузі науки і техніки 2014 року